# Erin Rooney
Erin Rooney (ur. 3 września 1990 w Christchurch) – nowozelandzka koszykarka występująca na pozycji rozgrywającej, posiadająca także angielskie obywatelstwo.
Została pierwszą zawodniczką w historii drużyny Fordham Rams, która zdobyła w jednym sezonie (2013/14) co najmniej 500 punktów, 200 zbiórek i 150 asyst.
2 stycznia 2017 roku została oficjalnie zawodniczką Artego Bydgoszcz.

## Osiągnięcia
Stan na 6 stycznia 2017, na podstawie, o ile nie zaznaczono inaczej.
NCAA
- Uczestniczka turnieju WNIT (2013)
- Mistrzyni konferencji Atlantic 10 (2014)
- MVP Lady Rebel Round-Up (2014)
- Zaliczona do:
  - I składu:
    - konferencji Atlantic 10 (2013, 2014)
    - All-Met (2013, 2014)
    - turnieju Atlantic 10 (2014)

  - Atlantic 10 Commissioner's Honor Roll (2014)

Reprezentacja
- Wicemistrzyni Oceanii (2009)
- Uczestniczka kwalifikacji do igrzysk olimpijskich (2012, 2016)
- MVP mistrzostw Nowej Zelandii U–19 (2008)